# 銀座松竹廣場
銀座松竹廣場（日语：銀座松竹スクエア）是位於日本東京都中央區築地一丁目的摩天大樓。最初由於廣告代理商旭通DK（ADK）總部設立的緣故被稱為ADK松竹廣場。ADK搬遷到虎之門Hills之後，2014年7月被重新命名為銀座松竹廣場。